# Claveciniste

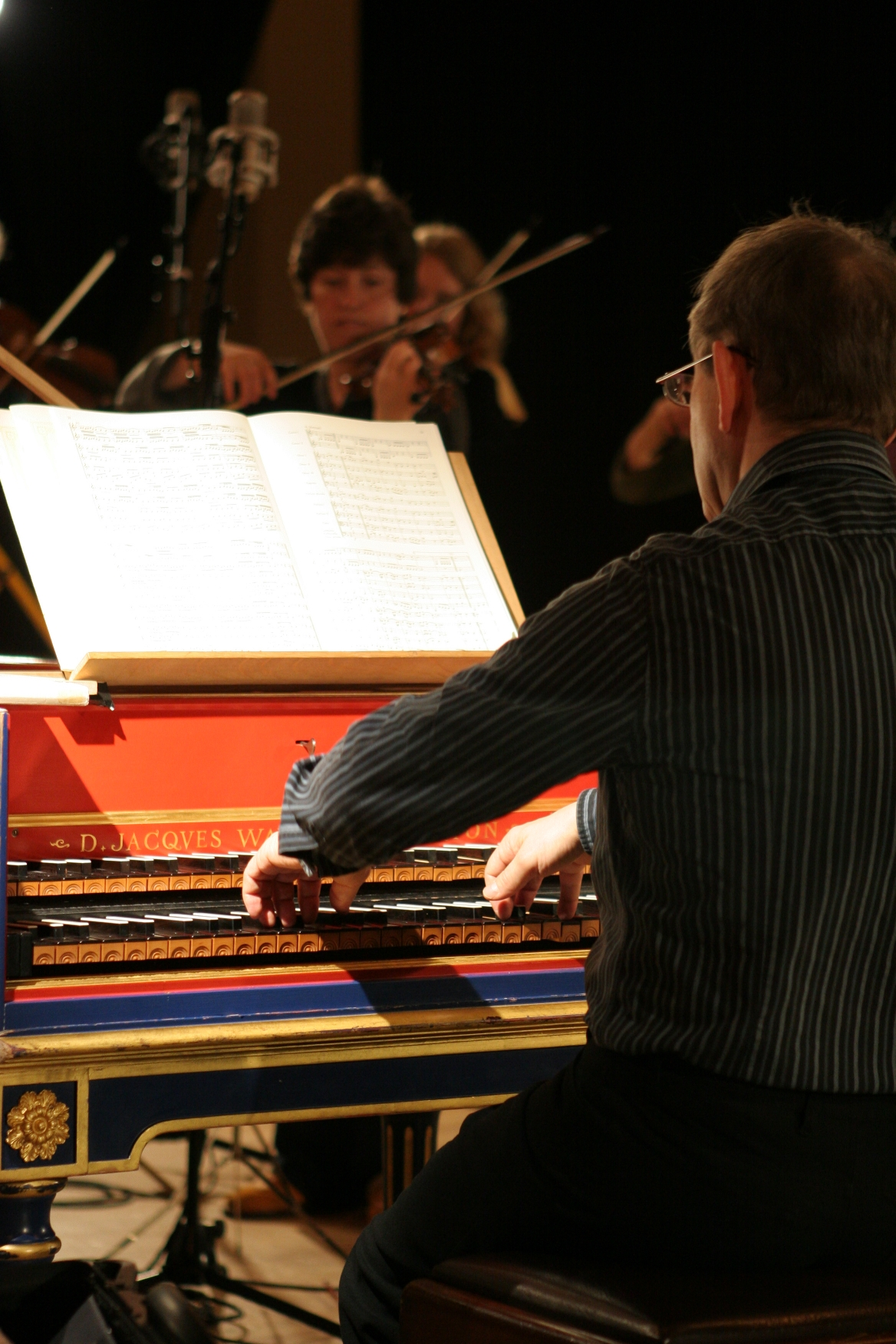
Le chef d'orchestre et claveciniste Trevor Pinnock

Un claveciniste est un musicien qui joue du clavecin. Pour la période baroque, les clavecinistes dont les noms sont parvenus jusqu'à nous étaient également compositeurs. Le claveciniste est en principe à même d'interpréter des œuvres sur les autres instruments à clavier et à cordes pincées, tel le virginal. Certains clavecinistes jouent également de l'orgue (par exemple Gustav Leonhardt ou Davitt Moroney) ou du piano-forte (par exemple Jos van Immerseel).